# Teachers (Amerikaanse televisieserie)
Teachers is een Amerikaanse televisieserie van TV Land. Het is gebaseerd op de webserie van de improvisatiegroep "The Katydids". Alle afleveringen zijn ook geschreven door de leden van deze groep. Zij spelen ook de hoofdrollen in de serie. De première van de serie was op 13 januari 2016. Op 3 maart 2016 maakte TV Land bekend dat er een tweede seizoen kwam met 20 afleveringen, die uit zou komen op 17 januari 2017. De laatste 10 afleveringen werden uitgezonden vanaf 7 november 2017. Vanaf 5 juni 2018 wordt het 3e, 20 afleveringen tellende seizoen uitgezonden.

## Rolverdeling

### Hoofdrollen
- Caitlin Barlow als Cecilia Cannon, is de lerares kunst, die een zeer progressieve houding aanhoudt.
- Katy Colloton als Chelsea Snap, is een extreem narcistische lerares, die een obsessie heeft met haar uiterlijk. Toch heeft ze veel over voor haar beste vriendin Mary Louise.
- Cate Freedman als Anna Jane "AJ" Feldman (seizoen 1 & 2, gast in seizoen 3), is een luie lerares, waarvan de klas meestal een rommel is. Ook gebruikt ze drugs. (In seizoen 3 is ze lerares geworden in Amsterdam. De reden hiervoor is volgens haar "goedkope cannabis").
- Kate Lambert als Caroline Watson, is een controlfreak en hopeloos als het gaat om relaties. Haar liefdesverdriet komt vaak terug in haar lessen.
- Katie O’Brien als Mary Louise Bennigan, is een zeer christelijke en conservatieve lerares, die toch wat sociale vaardigheden mist.
- Kathryn Renée Thomas als Deb Adler, een asociale, vaak geïrriteerde lerares, die vaak terugdenkt aan haar eigen (slechte) schooltijd. Ze is getrouwd met een onsuccesvolle muzikant.

### Meest terugkerende overige personages
- Tim Bagley als Directeur Toby Pearson
- Ryan Caltagirone als James "Hot Dad" Colton
- Eugene Cordero als Marty Crumbs
- Trevor Larcom als Blake Colton
- Zackary Arthur als David
- Cheyenne Nguyen als Beth
- Lulu Wilson als Annie
- Siena Agudong als Tiffany
- Nicolas Hedges als Peter
- Mataeo Mingo als Brad
- Haley Joel Osment als Damien Adler
- Richard T. Jones als Frank Humphrey
- Ryan Hansen als Brent Duffy
- Patricia Belcher als Mavis

## Verhaal
Teachers speelt zich af op Fillmore Elementary in Chicago en gaat over 5 leraressen (elk met een eigen karakter) op die school.

## Ontwikkeling en productie
Teachers is gebaseerd op de webserie met dezelfde naam, gemaakt door en met in de hoofdrollen "The Katydids. De serie is oorspronkelijk bedacht als webisodes, geregisseerd door Matt Miller en geproduceerd door Cap Gun-TV, een ontwikkeling/productie studio gevestigd in Chicago en Los Angeles.

## Uitzenddatum
De eerste aflevering werd uitgebracht op 15 december 2015.